# Nils Claussen
Nils Claussen (* 20. April 1937 in Hamburg) ist ein deutscher Werkstoffwissenschaftler. Er ist emeritierter Professor der Technischen Universität Hamburg-Harburg (TUHH) sowie Träger des Leibniz-Forschungspreises für seine Arbeit an keramischen Werkstoffen.

## Leben
Nils Claussen besuchte das Hebel-Gymnasium Lörrach und machte dort 1957 sein Abitur.
Danach war er 1959 und 1960 als Ingenieur in den Niederlanden (Philips) und in Israel (American-Israeli Paper Mills) tätig. 1963 beendete er sein Studium an der Universität Stuttgart als Dipl.-Ing. in Maschinenbau, 1965 am Georgia Institute of Technology mit Master of Science in Metallurgie.
1968 übernahm er den Vorsitz der Keramikgruppe am Max-Planck-Institut für Metallforschung. Er schloss 1971 sein Chemieingenieurwesen-Studium an der Universität Stuttgart als Dr.-Ing. ab und übernahm 1985 eine Professur für Materialkunde und technische Keramik an der Technischen Universität Hamburg-Harburg (TUHH).
2002 ging Claussen in den Ruhestand. Er war an über 270 Publikationen beteiligt und besitzt 35 Patente.

## Auszeichnungen
Seine größte Auszeichnung ist der Leibniz-Forschungspreis der Deutschen Forschungsgemeinschaft für seine Arbeit an keramischen Werkstoffen.
1978 erhielt er den Dechema-Preis für „Arbeiten zur Verbesserung des Bruchwiderstandes, der Festigkeit und der Temperaturwechselbeständigkeit keramischer Werkstoffe durch kontrollierte Phasenumwandlungen feindispergierter Einlagerungen“ Im Mai 1997 erhielt Claussen als erster Nicht-Japaner den Award for Academic Achievements in Ceramic Science and Technology der Ceramic Society of Japan.
Weitere Auszeichnungen:
- 1996 International Prize der Japanese Fine Ceramics Association
- 1999 Stuijts Award der European Ceramic Society
- 2001 Engineering Ceramic Bridge Building Award der American Ceramic Society
- 2002 John Jeppson Award der American Ceramic Society

Zudem ist Claussen Mitglied der World Academy of Ceramics und Distinguished Life Member der American Ceramic Society.